# Amallothrix auropecten
Amallothrix auropecten är en kräftdjursart som först beskrevs av Giesbrecht 1892.  Amallothrix auropecten ingår i släktet Amallothrix och familjen Scolecitrichidae. Inga underarter finns listade i Catalogue of Life.